# 尚恩·菲南
尚恩·菲南（Shane Filan，1979年7月5日—），世界著名藝術家，也是世界上最著名的組合之一西城男孩（Westlife）的主唱。

## 背景
尚恩在愛爾蘭斯萊戈郡长大，出生于一个非常大且关系非常紧密的大家庭，他有两个兄弟、三个姊妹。由於尚恩长得不高，他在校时有个绰号叫做“矮冬瓜”（Shorty）。
尚恩最早的音乐影响力来自于萊昂納爾·里奇（Lionel Richie）、比利·喬爾（Billy Joel）等歌手，不过，在麥可傑克森（Michael Jackson）发行《Bad》专辑的时候，麥可傑克森就成为他最崇拜的流行偶像，尚恩坦承：“那个时候他占据了我的人生，我还自学月球漫步的舞步呢！”在哥哥的鼓励后，尚恩参加《油脂小子》音乐剧在斯萊戈郡的Hawkswell剧院所举行的试演，他表示，就在那一刻他决定要当个演艺人员。
此外，他非常喜欢骑马，三年前，他从一匹老马背上摔下来，造成膝盖受到轻伤。

## 音樂作品

### 專輯
| You and Me                                                                     | - 發佈時間：2013年11月4日 - 發行商：國會音樂集團 / 倫敦唱片公司 - 格式：CD、數位音樂下載、串流媒體 | 3 | 6  | 4 |
| Right Here                                                                     | - 發佈時間：2015年8月25日 - 發行商：東西唱片公司 - 格式：CD、數位音樂下載、串流媒體                | 1 | 11 | 7 |
| Love Always                                                                    | - 發佈時間：2017年8月25日 - 發行商：Ocean Wave - 格式：CD、數位音樂下載、串流媒體                  | 5 | 5  | 3 |
| "—" denotes an album that did not chart or was not released in that territory. | |   |    |   |

## 巡迴演唱會
- You And Me Tour (2014)

## 相關連結
- 西城男孩 官方網站 （页面存档备份，存于）
- Shane Filan 官方網站
- Shane Filan在互联网电影资料库（IMDb）上的資料（英文）